# 레이디 소버린
루이즈 어맨다 하먼(Louise Amanda Harman, 1985년 12월 19일 ~ )은 레이디 소버린(Lady Sovereign)이라는 예명으로 잘 알려진 잉글랜드의 래퍼이다. 2007년 Love Me Or Hate Me Pt.4 (Single)를 공개한 이후 현재까지 앨범활동은 거의 하지 않고있다.